# Стероид
Стероидите са липиди, характерен за които е въглероден скелет от четири съединени пръстена. Различните стероиди се различават по функционалните групи, свързани с тези пръстени. В растенията и животните са открити стотици различни стероиди. Най-важната им функция в повечето живи организми е на хормони.
В човешката физиология и медицина най-важни стероиди са холестеролът, стероидните хормони и техните прекурсори и метаболити.
В разговорната реч терминът „стероид“ в специфични контексти често се използва в по-ограничен смисъл. Например в обиковената медицинска употреба от неендокринолози „стероид“ обикновено означава кортикостероид и почти винаги глюкокортикоид. В областта на спорта „стероид“ обикновено означава анаболен стероид.
Холестеролът е важен стероиден алкохол, тъй като е широко разпространена съставка на животинските клетъчни мембрани. Високи нива на холестерол обаче могат да причинят различни болести и болестни състояния, като например атеросклероза. Повечето други стероиди се синтезират от холестерол. Освен това различни хормони, между които половите хормони при гръбначните, са стероиди, получени от холестерол.
Има различни специфични категории стероиди като:
- Анаболни стероиди – използват се от спортистите за подобряване на постиженията.
- Кортикостероиди – влияят на обмяната на веществата и електролитното отделяне.
- Полови хормони – андрогени, естрогени и прогестагени.
- Прохормони – прекурсори на същинските стероидни хормони. Произвеждат се от кората на надбъбречните жлези и имат действие по-слабо, но подобно на стероидните хормони. Част от тях се преработва в стероидни хормони, а другата действа самостоятелно. Произвеждат се от компаниите за добавки за културисти поради забраната за ползване на анаболни стероиди в някои страни. Страничните ефекти са същите, но очакваният анаболен ефект – не.
- Фитостероли – стероиди, срещани естествено при растенията.

Стероидните хормони осъществяват физиологичните си ефекти чрез свързване с рецепторни белтъци за стероидни хормони. Свързването на стероидните хормони с техните рецептори предизвиква промяна в генната транскрипция и функционирането на клетките.